# Sizilianischer Karren

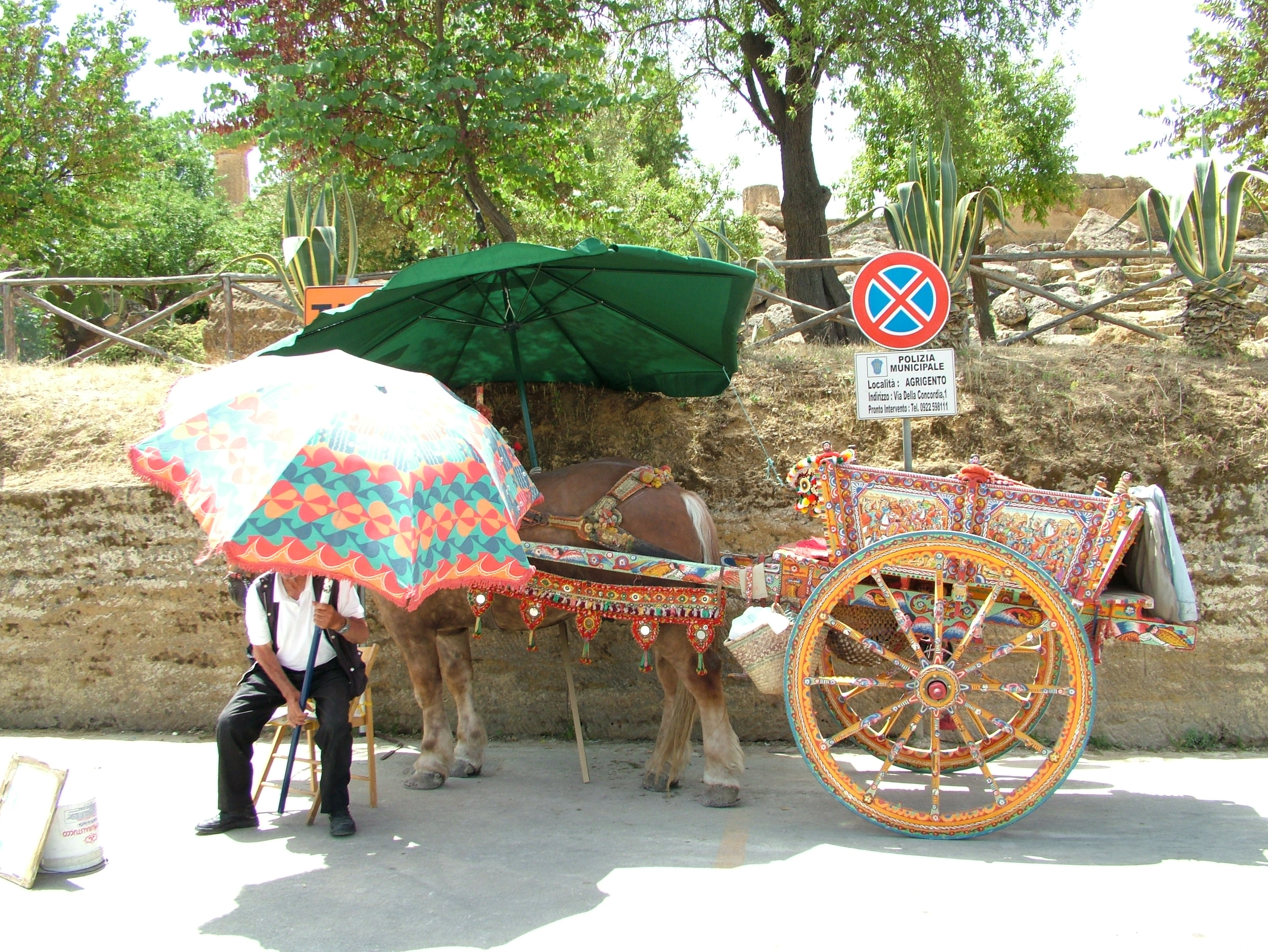
Sizilianischer Karren in Agrigent

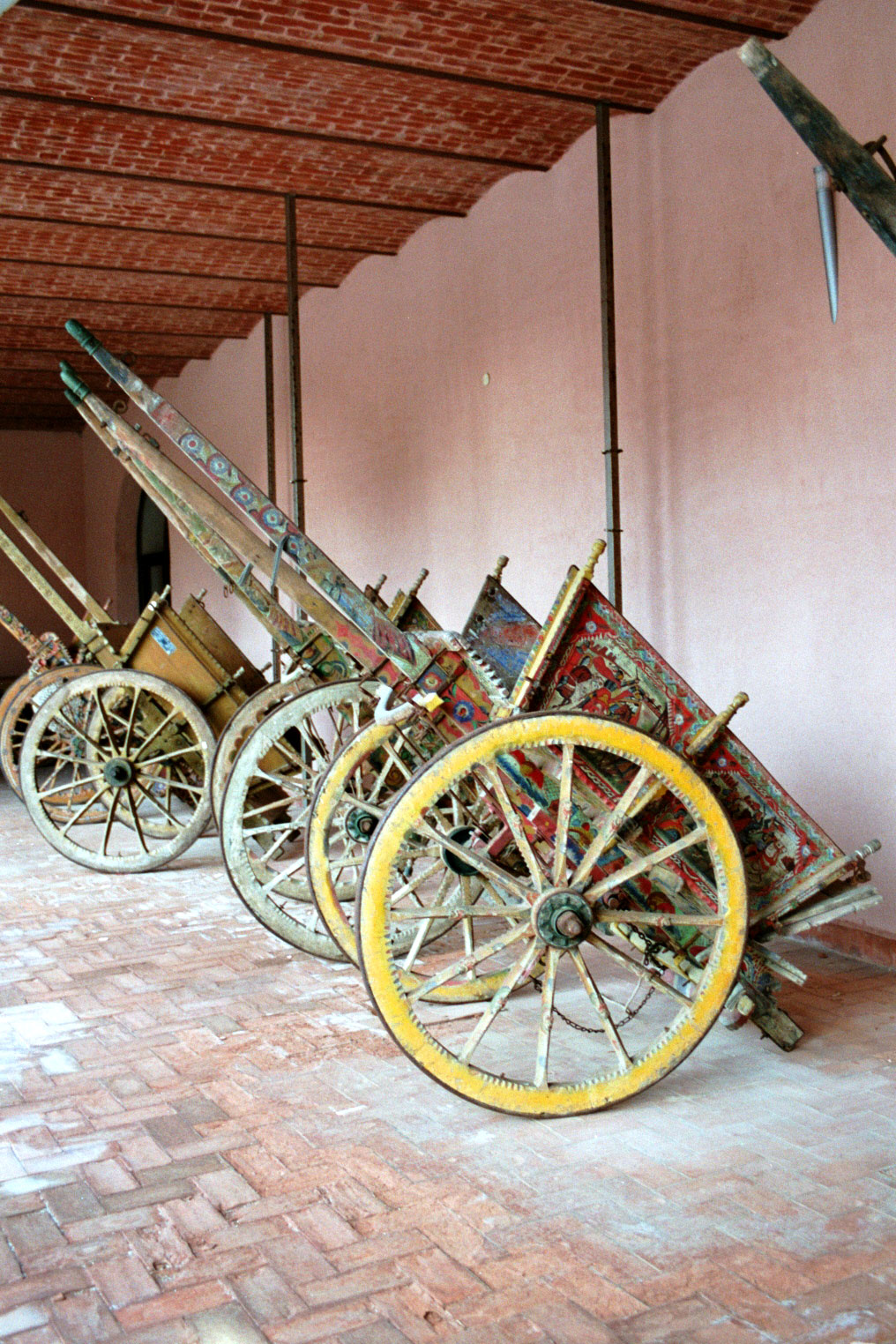
Sizilianische Karren im Museum in Terrasini

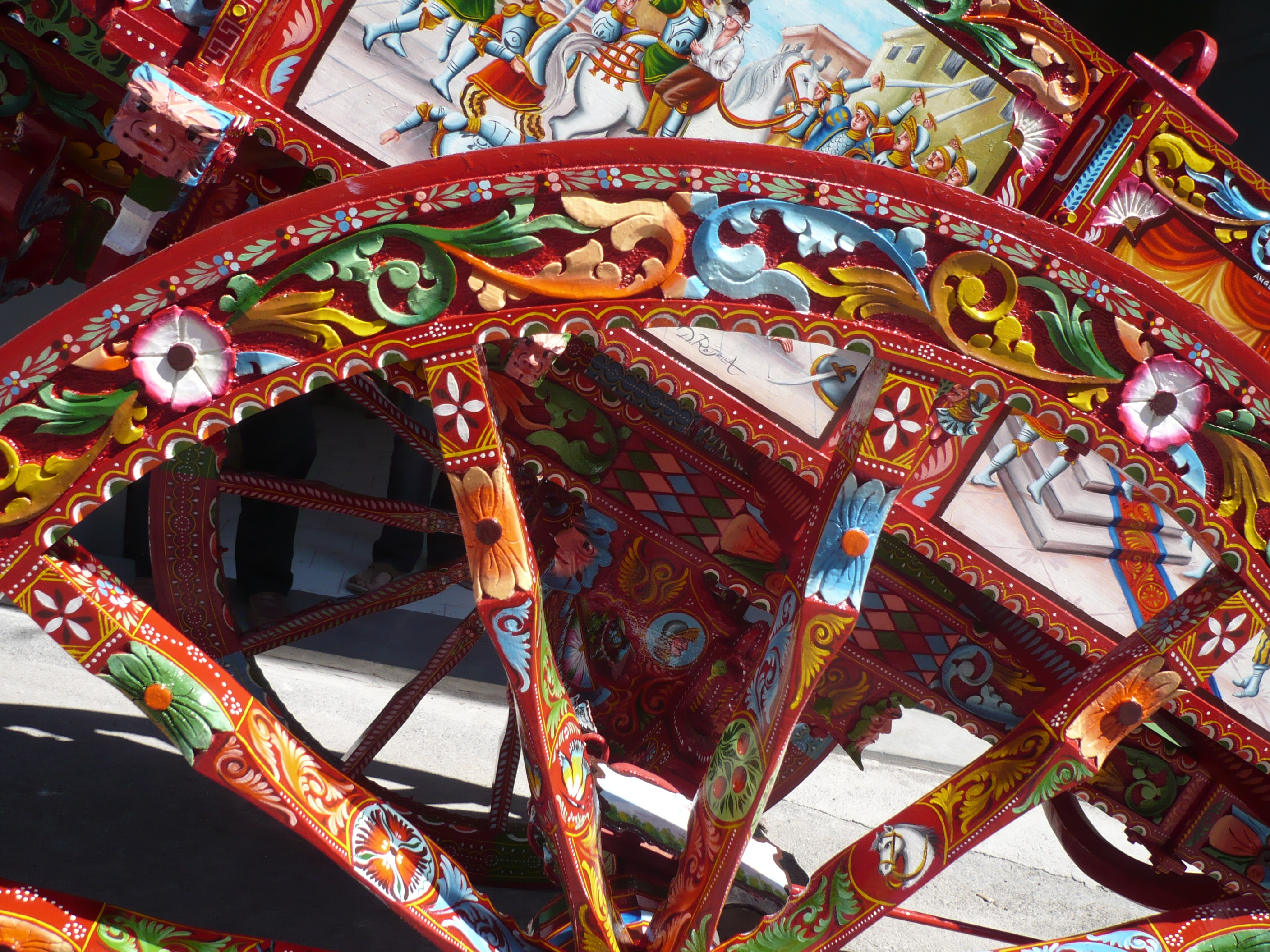
Detailansicht

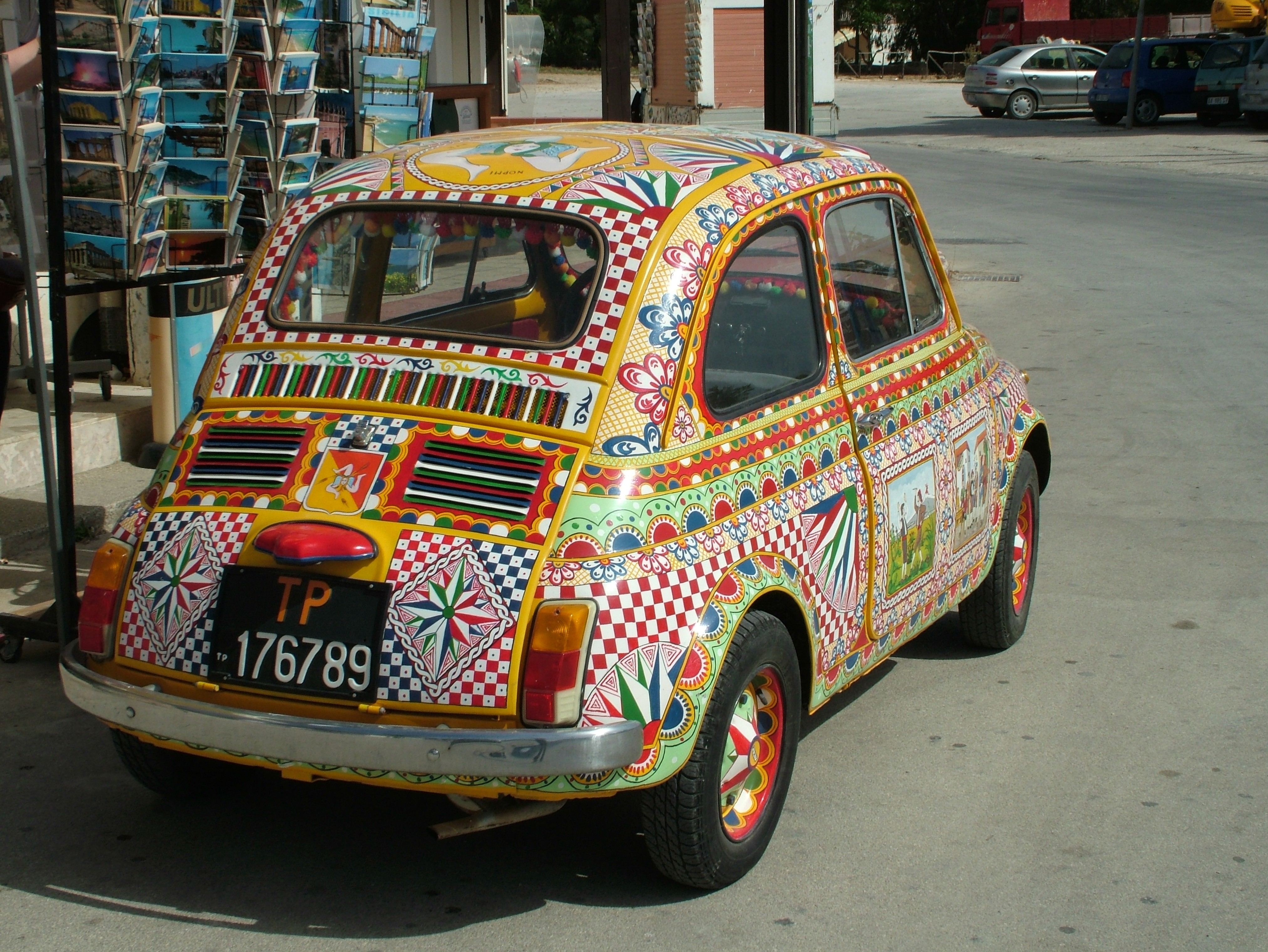
Fiat 500 mit typischer Bemalung in Selinunt

Ein sizilianischer Karren (italienisch Carretto siciliano, sizilianisch Carrettu sicilianu) ist ein zweirädriger Karren aus Holz, der aufwendig mit Schnitzereien und Bemalungen verziert ist. Gezogen meist von Eseln oder Pferden waren solche Karren bis Mitte des vorigen Jahrhunderts gängiges Transportmittel auf Sizilien.

## Geschichte
Die zweirädrigen Karren wurden von den Griechen auf Sizilien eingeführt. Die Tradition der bemalten Carretti siciliani begann Ende des 18. Jahrhunderts. Als Vorbild dienten die Kutschen der reichen Großgrundbesitzer. Mittels kunstvoller Schnitzereien und farbenfroher, detailreicher Bemalungen sollten auch die Karren der einfachen Bevölkerung ein prächtiges Aussehen erhalten.
Holzschnitzer, Kunstschmiede und Kunstmaler spezialisierten sich auf die Gestaltung der Karren und gaben ihr Können von Generation zu Generation weiter. Neben dekorativen Ornamenten wurden bevorzugt Szenen aus der Mythologie, aus der Geschichte und aus dem Alltagsleben Siziliens dargestellt. Im Lauf der Zeit entwickelte jede Provinz einen ihr eigenen Stil der Bemalung. 
Zu Beginn des 19. Jahrhunderts waren die Karren sehr verbreitet und es gab auf Sizilien mehrere Tausende davon. Die Carretti del lavoro dienten zum Transport von Waren wie Holz, Wein und Lebensmitteln. Mit Eis des Ätna gefüllt wurden sie auch als Kühlwagen verwendet. 
Die Carretti de gara, bei denen auch die Zugtiere festlich geschmückt wurden, dienten bei feierlichen Anlässen wie z. B. Hochzeiten zur Beförderung von Personen. 

## Brauchtum
Heute werden manchmal die dreirädrigen Kleinlieferwagen, die die Holzkarren Mitte des vorigen Jahrhunderts ablösten, oder PKWs in typischer Art bemalt. 
Die alten sizilianischen Karren sind in Museen ausgestellt. Besonders umfangreiche Sammlungen befinden sich in Terrasini im Museo del Carretto Siciliano und in Palermo im Museo Etnografico Siciliano Giuseppe Pitrè. 
In Palermo und Taormina werden jährlich Ende April, Anfang Mai festliche Umzüge mit den sizilianischen Karren veranstaltet. Im Miniformat nachgebildet werden sie als Andenken verkauft.

## Weitere Informationen
Der Carrettu sicilianu ist seit 1999 ein Ausstellungsstück im Berliner Museum Europäischer Kulturen. Es handelt sich um einen hölzernen Karren mit aufwendiger Bemalung, den der deutsche Kaiser Wilhelm II. von einer seiner Italienreisen 1904 oder 1905 als Souvenir mitbrachte.[1]